# Сервантес, Хорге
Хорхе Сервантес (англ. Jorge Cervantes) — псевдоним Джорджа Ван Паттена, садовода и автора книг, специализирующегося в домашней, уличной и тепличной культивации марихуаны. Его книги, статьи, фотографии и DVD оказывают большое влияние на мировое сообщество гроверов каннабиса.

## Начало творческого пути
Ван Паттен заинтересовался марихуаной, будучи студентом в Мехико. После окончания университета он начал скрытную культивацию марихуаны в «партизанских садах» (англ. guerilla garden). В начале восьмидесятых Джордж стал выращивать марихуану в помещениях. Трудности с получением необходимой информации в конце концов подтолкнули его к авторству книги на эту тему. Indoor Marijuana Horticulture вышла в 1983 и стала бестселлером. Гроверы прозвали книгу «Библией»
, что ныне отражено на её обложке.

## The Bible
Первое издание Библии вышло на 96 страницах, было черно-белым и скреплено скрепками. Текущее пятое издание содержит 512 цветных страниц и 1120 фотографий и иллюстраций. В общей сложности продано около 600 000 экземпляров разных изданий Библии на английском, французском, голландском и немецком языках. Следом выпускаются итальянское, испанское и русское издание книги.

## Другие публикации
Хорхе ведет ежемесячную колонку вопросов и ответов Jorge’s Rx в журнале High Times. Также он пишет регулярную колонку в журнале Soft Secrets. Его статьи можно увидеть в японском издании Burst High и разной европейской периодике конопляной направленности.

## Видео
Выпущенные на английском языке Jorge Cervantes' Ultimate Grow DVD I (2006) и Jorge Cervantes' Ultimate Grow DVD II (2007) представляют собой руководства по выращиванию марихуаны. По ходу фильмов Хорхе путешествует, демонстрируя зрителям разнообразные сады, теплицы и домашние установки.

## Сетевая деятельность
Сервантес владеет ресурсом www.marijuanagrowing.com.

## Образ жизни
Хорхе обладает серьёзными связями в гроверской среде, что дает ему доступ практически к любым тайным плантациям.
Известно, что у Сервантеса два дома — в США и Испании, но существенную часть времени он проводит в путешествиях.

## Признание
Хорхе регулярно выступает в роли спикера и эксперта на конференциях и мастер-классах по гровингу самых представительных конопляных форумов Европы и США. На 26-м High Times Cannabis Cup Хорхе Сервантес получает особую награду за неоценимый вклад в развитие отрасли (Lifetime Achievement Award).